# Stiftskirche Beutelsbach

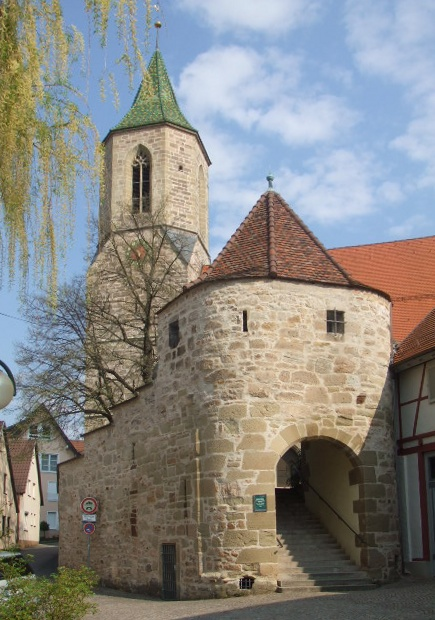
Stiftskirche

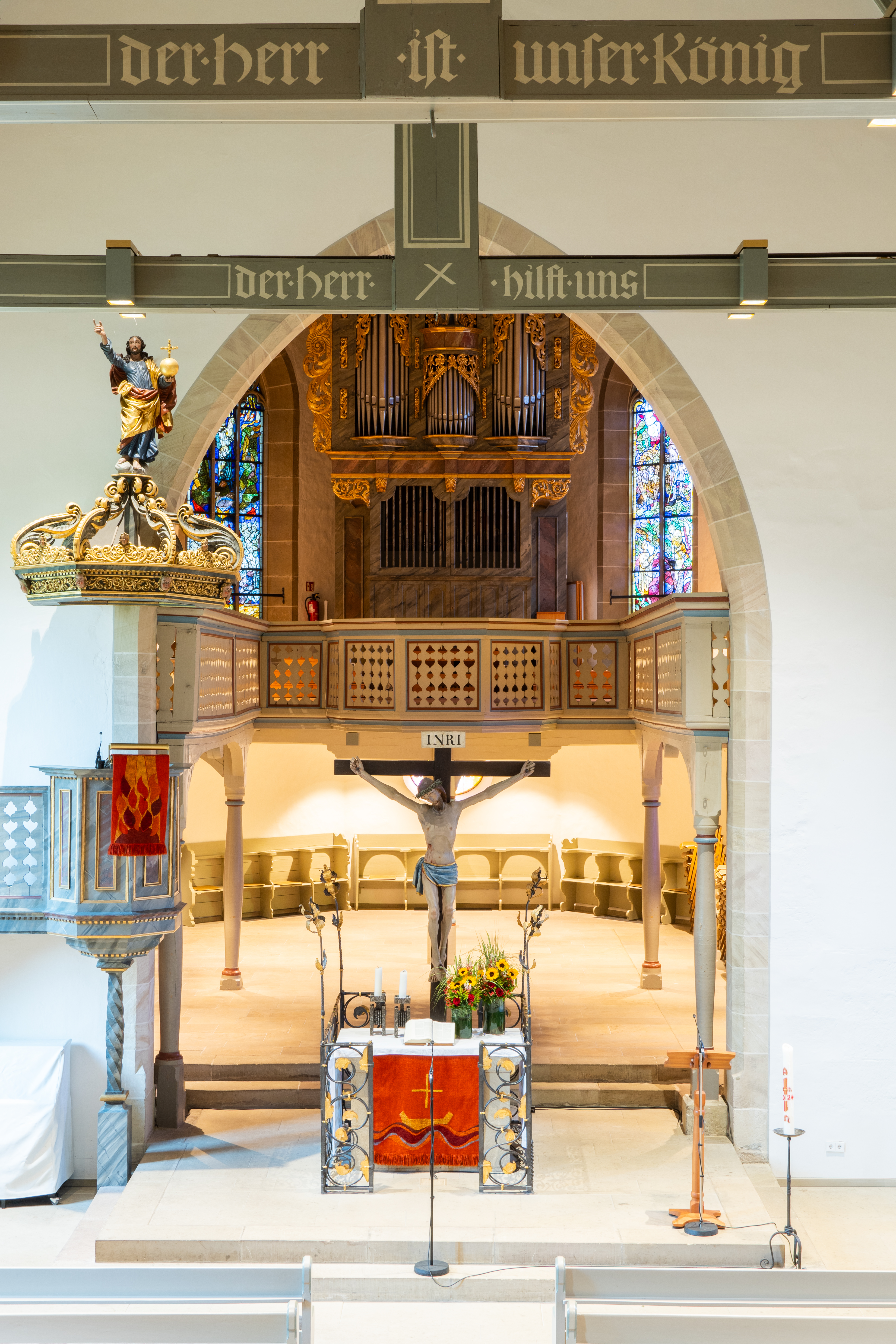
Altar, Orgel und Kanzel

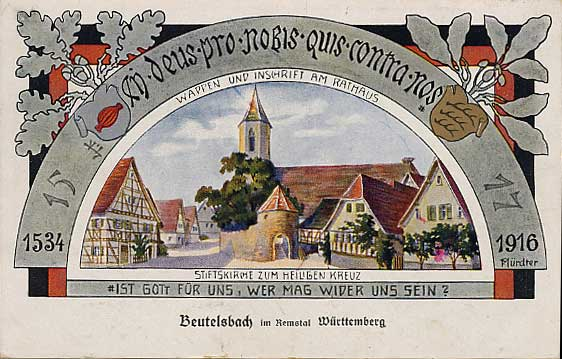
Stiftskirche im Jahr 1916

Die evangelische Stiftskirche ist eine denkmalgeschützte Kirche im Stadtteil Beutelsbach von Weinstadt.

## Lage
Das Gebäude befindet sich am Marktplatz mit der Hausnummer 8 im Ortskern von Beutelsbach.

## Geschichte
Die Vorgängerkirche war die Pfarrkirche St. Leodegar, welche als Grablege des Hauses Wirtenberg genutzt wurde. Sie wurde 1080 erstmals urkundlich erwähnt (Beutelsbach gilt als ältester Besitz des Hauses Württemberg). Dies war Anlass für die Gründung eines Chorherrenstiftes, welches durch Ulrich I. um 1226–1265 neu ausgestattet und vergrößert wurde. Das Stift und die Grablege wurde durch Eberhard I. 1320 nach Stuttgart verlegt.
Die spätromanische Wehrkirche bestand bis etwa 1500. Heute sind noch Reste des Wehrkirchhofes und ein Wehrturm erhalten.
Das heutige Kirchgebäude wurde 1522 in spätgotischem Stil erbaut. Als Westturm-Kirche mit einschiffigen Langhaus. Erhalten sind auch noch der Chor, die Sakristei und das östliche Treppenhaus mit gotischem Netzrippengewölbe.
Die Chorempore wurde 1727 eingebaut. Im Jahre 1906 wurde die seit 1683 existierende flache Holzdecke durch ein Täferdecke im Schiff ersetzt.
Am 12. September 2021 wurde die Stiftskirche nach fünfjähriger Renovierung wiedereröffnet.

## Ausstattung
- Spätgotisches Altarkreuz
- Altargitter von 1709
- Kanzel von 1683
- Taufstein von 1416
- Gruftplatte der Margarete von Lothringen, erste Gemahlin von Graf Eberhard
- Epitaph von Zacharias Bechtlin, Stiftspfleger († 1684)
- Wappentafel zur Erinnerung für die Renovierung der Kirche nach dem Dreißigjährigen Krieg

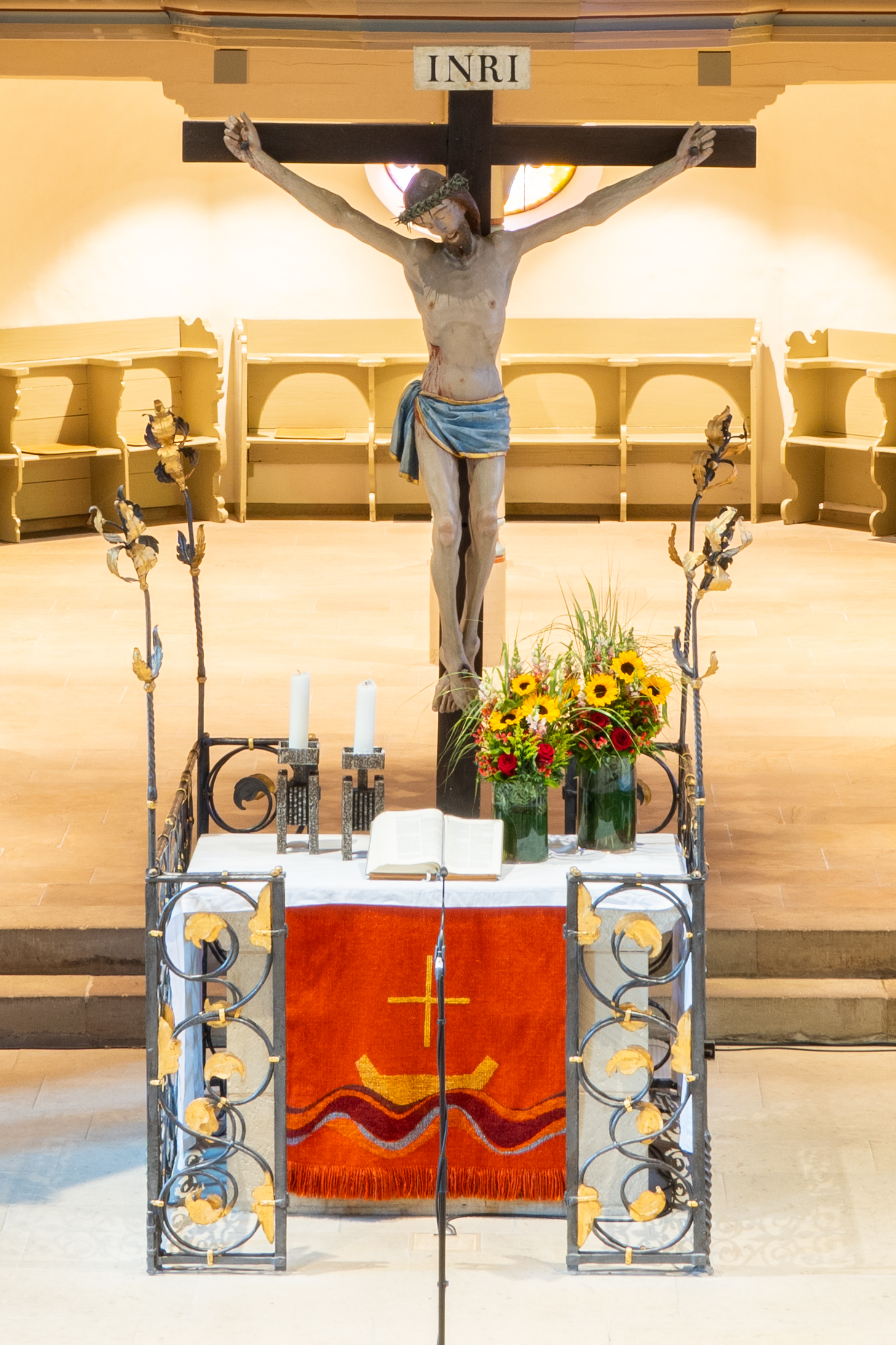
Altarkreuz und -gitter
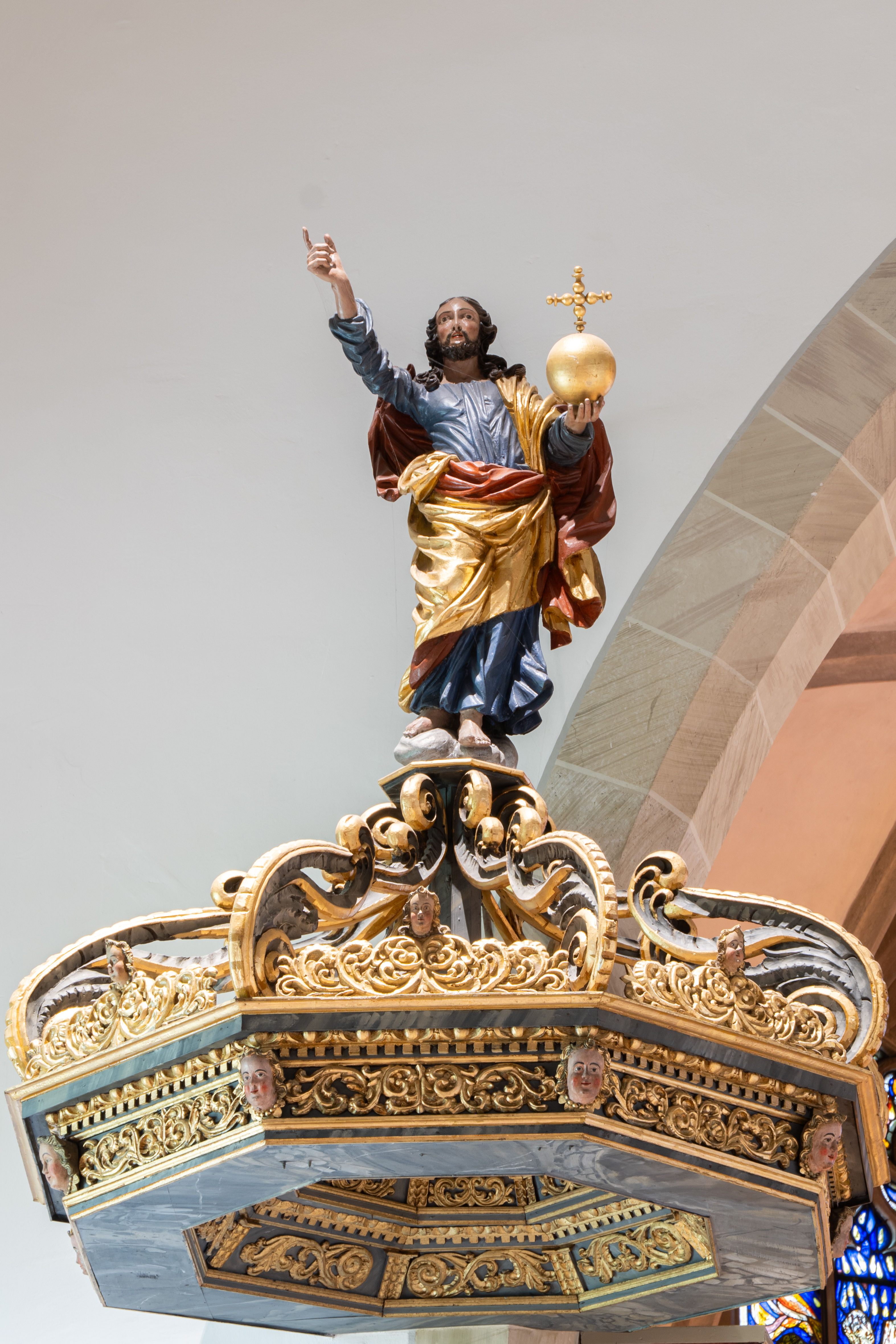
Oberteil der Kanzel
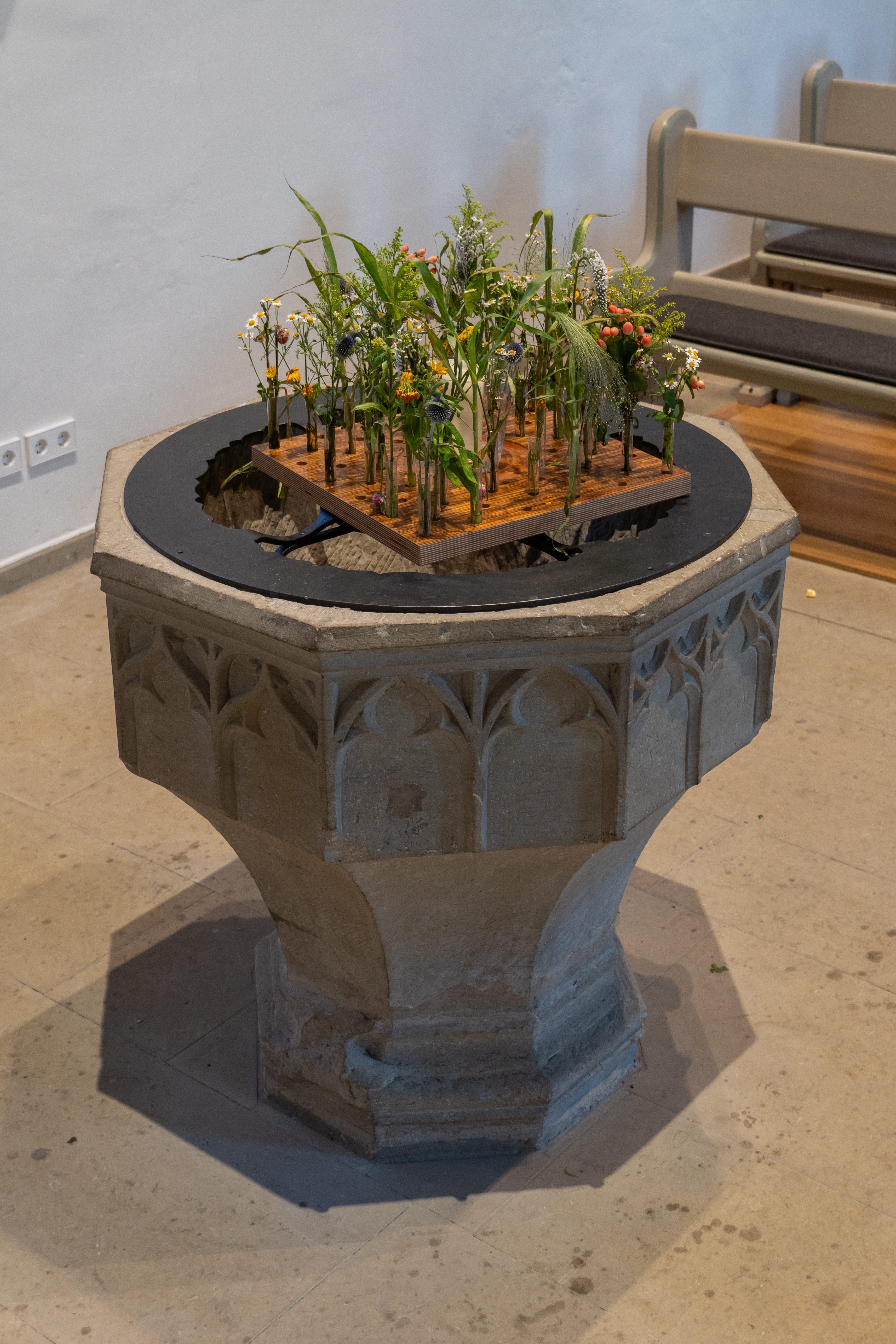
Taufstein
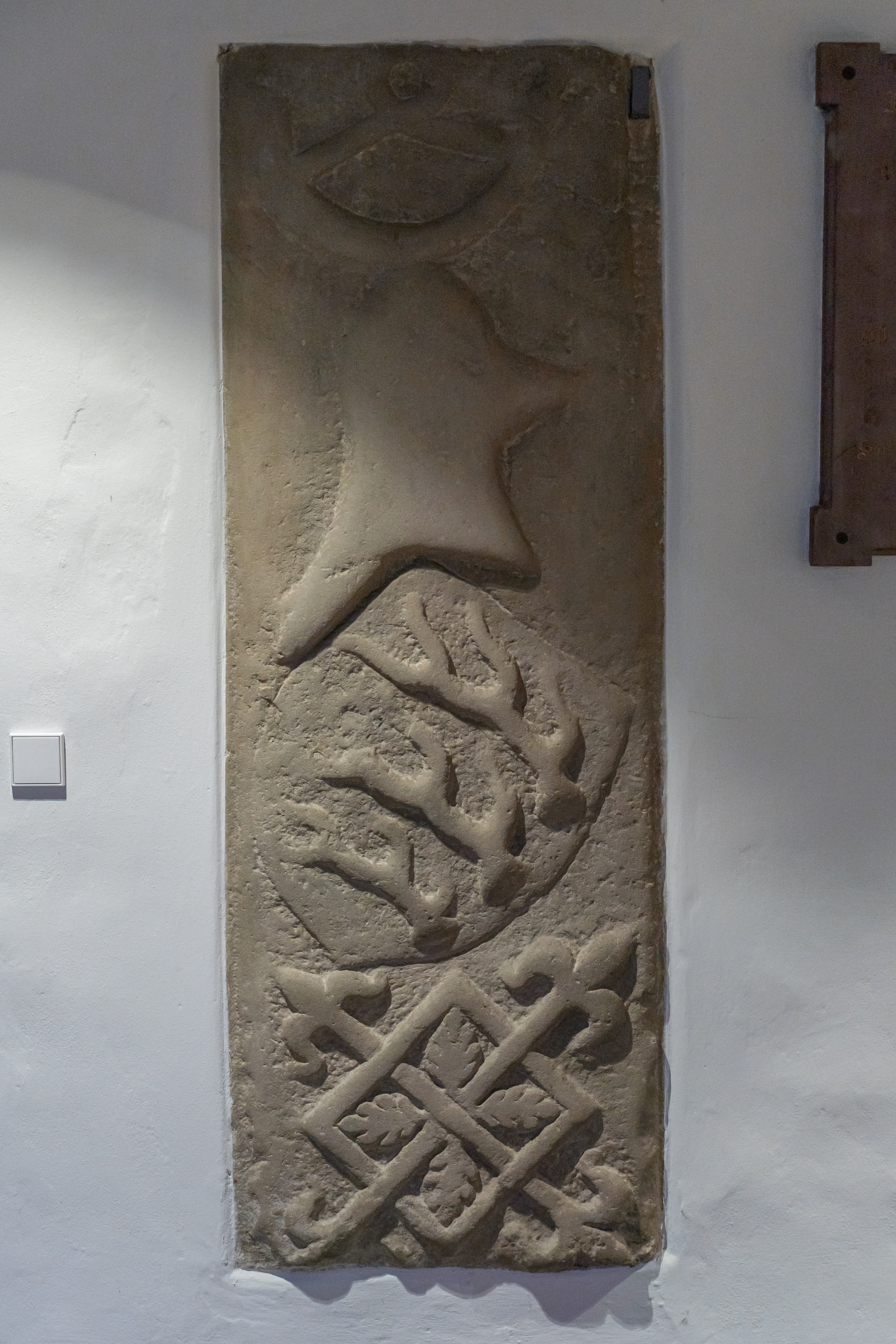
Gruftplatte der Margarete von Lothringen
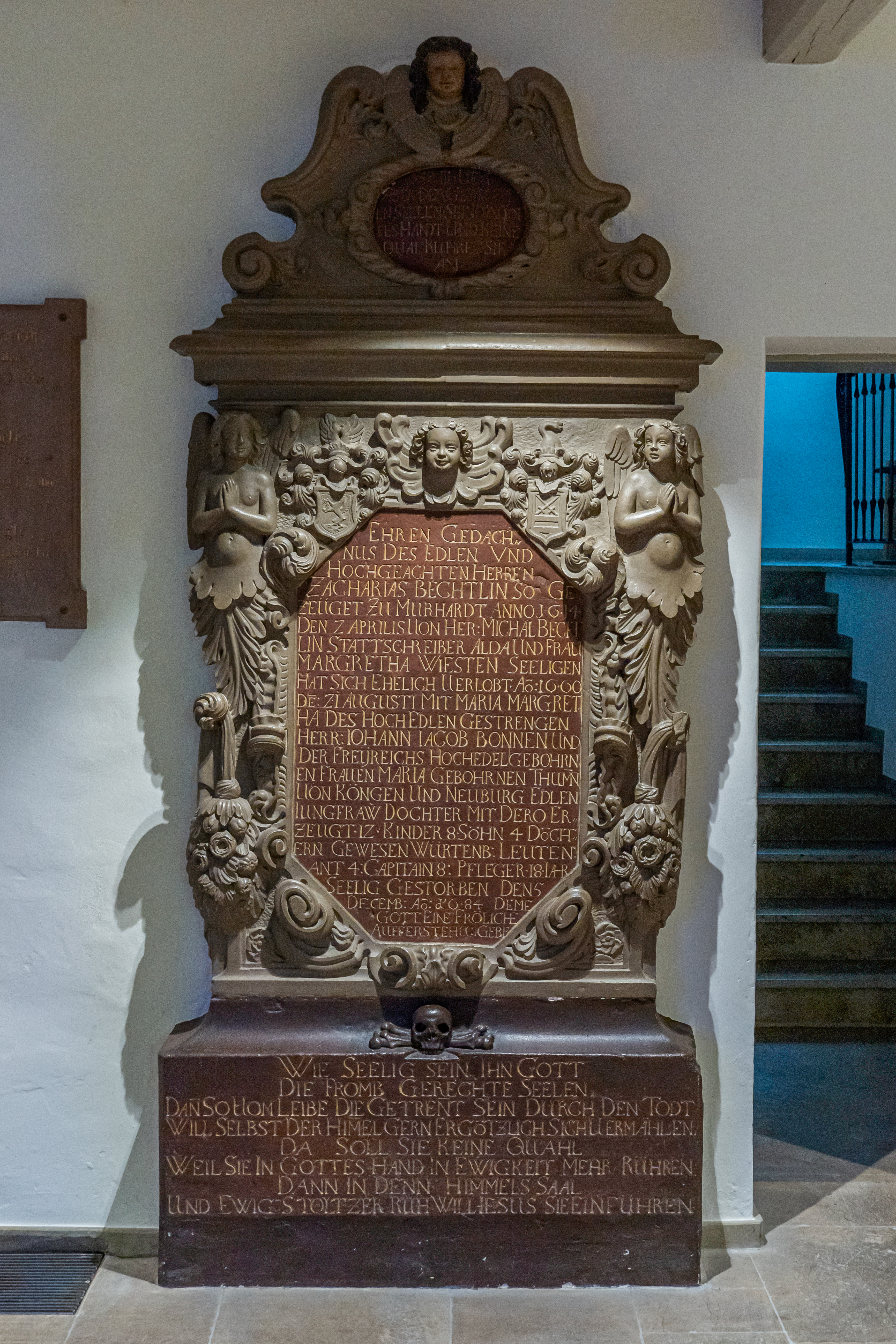
Epitaph für Zacharias Bechtlin
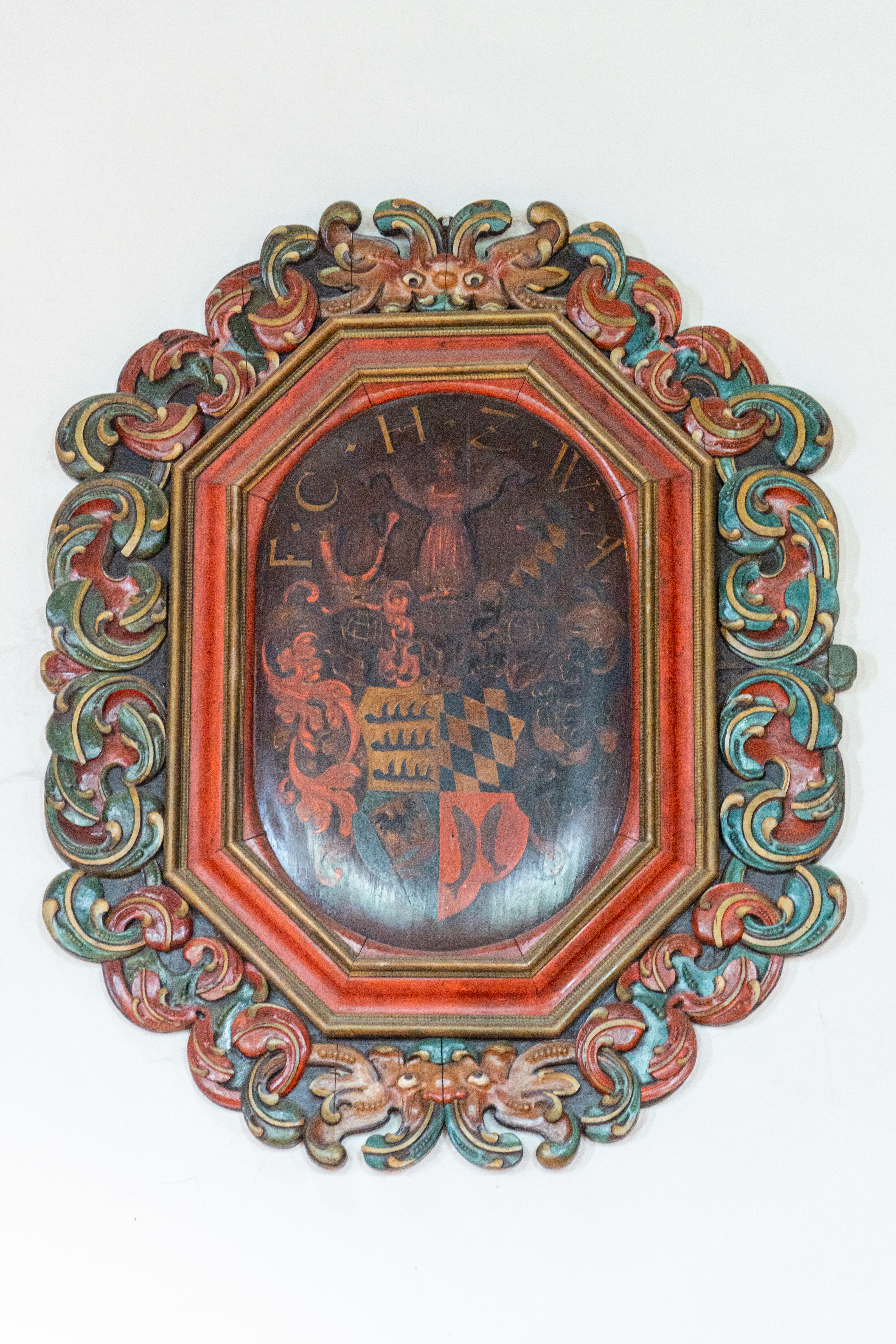
Wappentafel an der Südwand
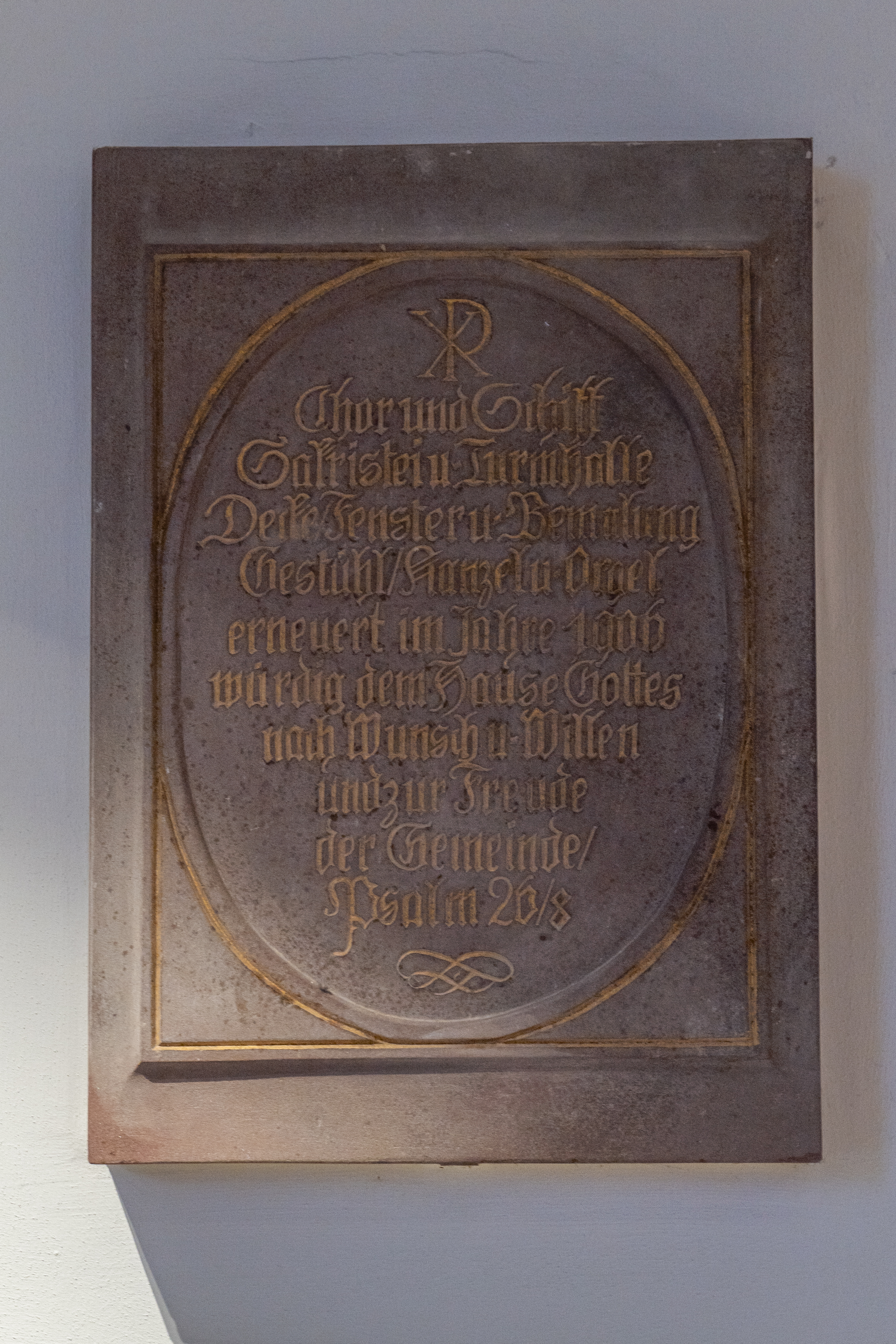
Gedenktafel zur Erneuerung 1906
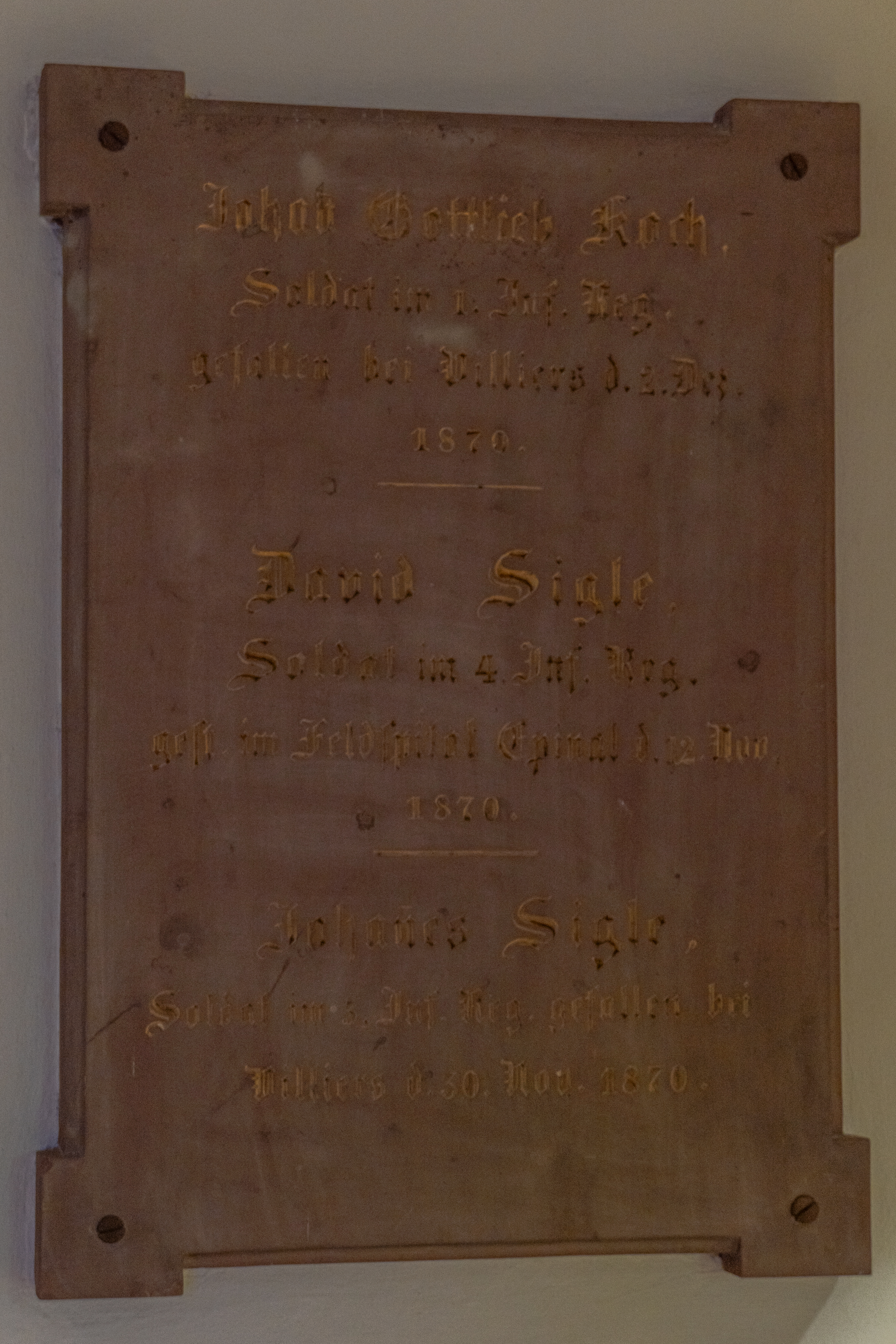
Gedenktafel

### Tafelbilder
An der Empore befinden sich Tafelbilder aus dem späten 16. Jahrhundert mit Szenen der Passion Christi.

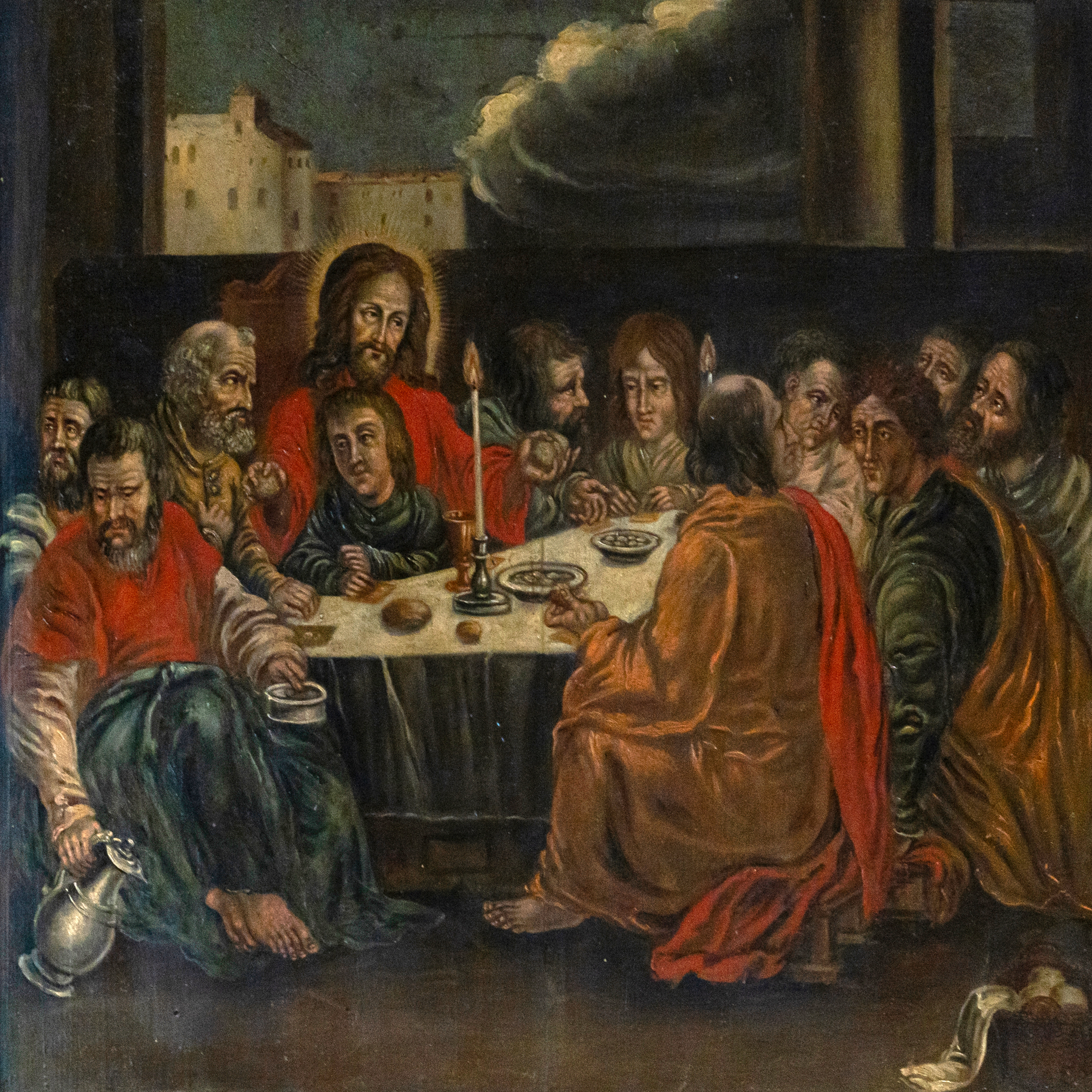
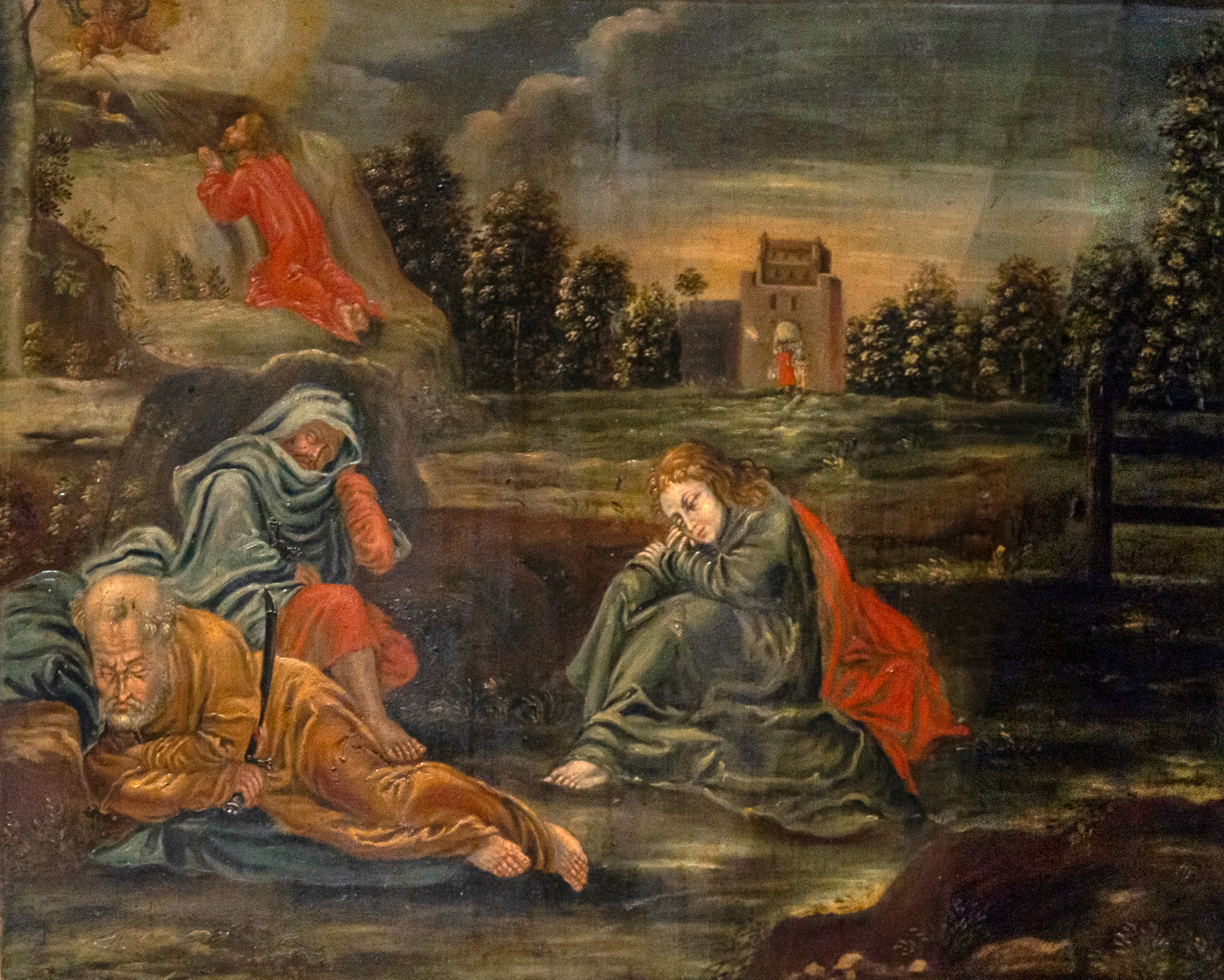
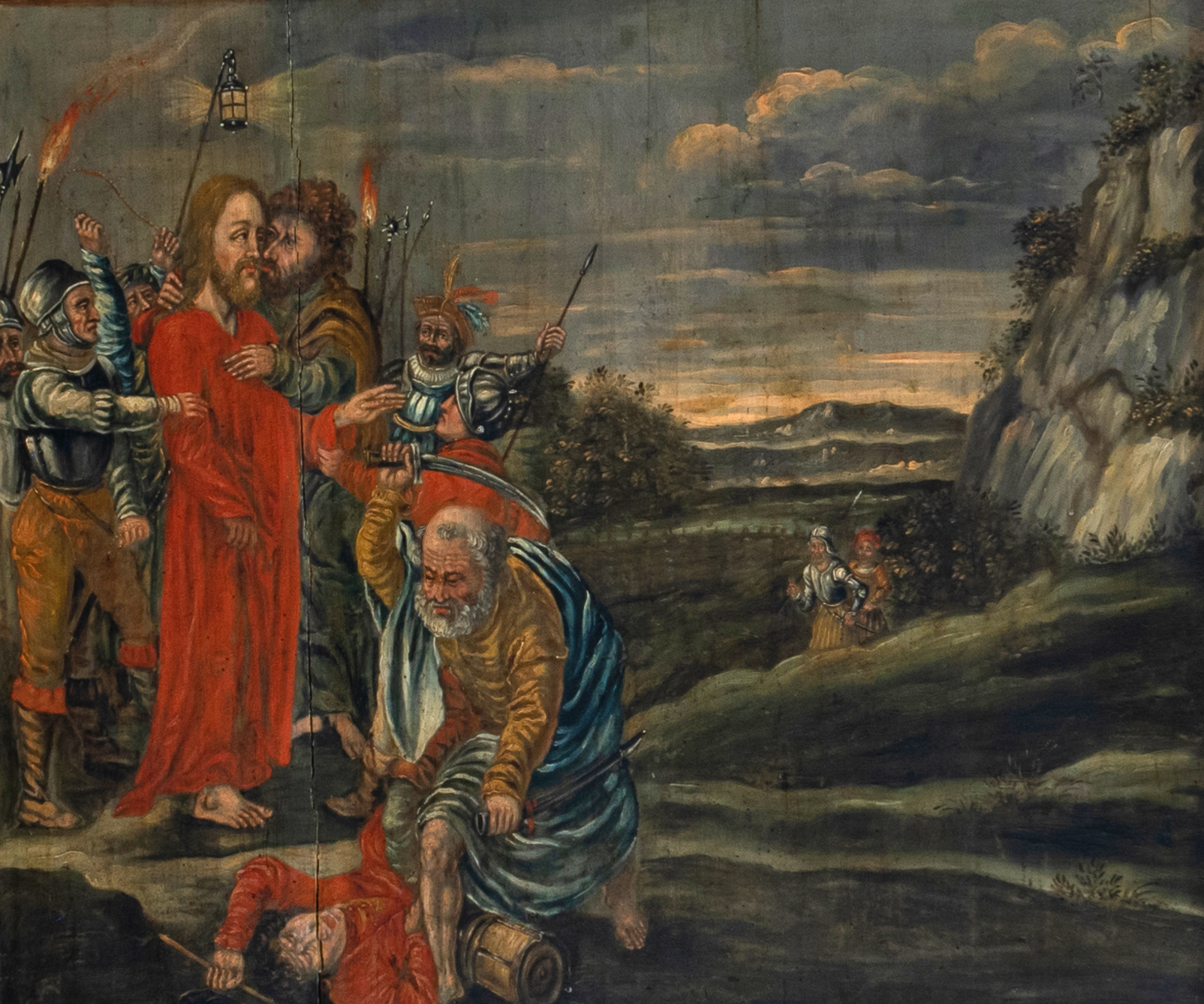
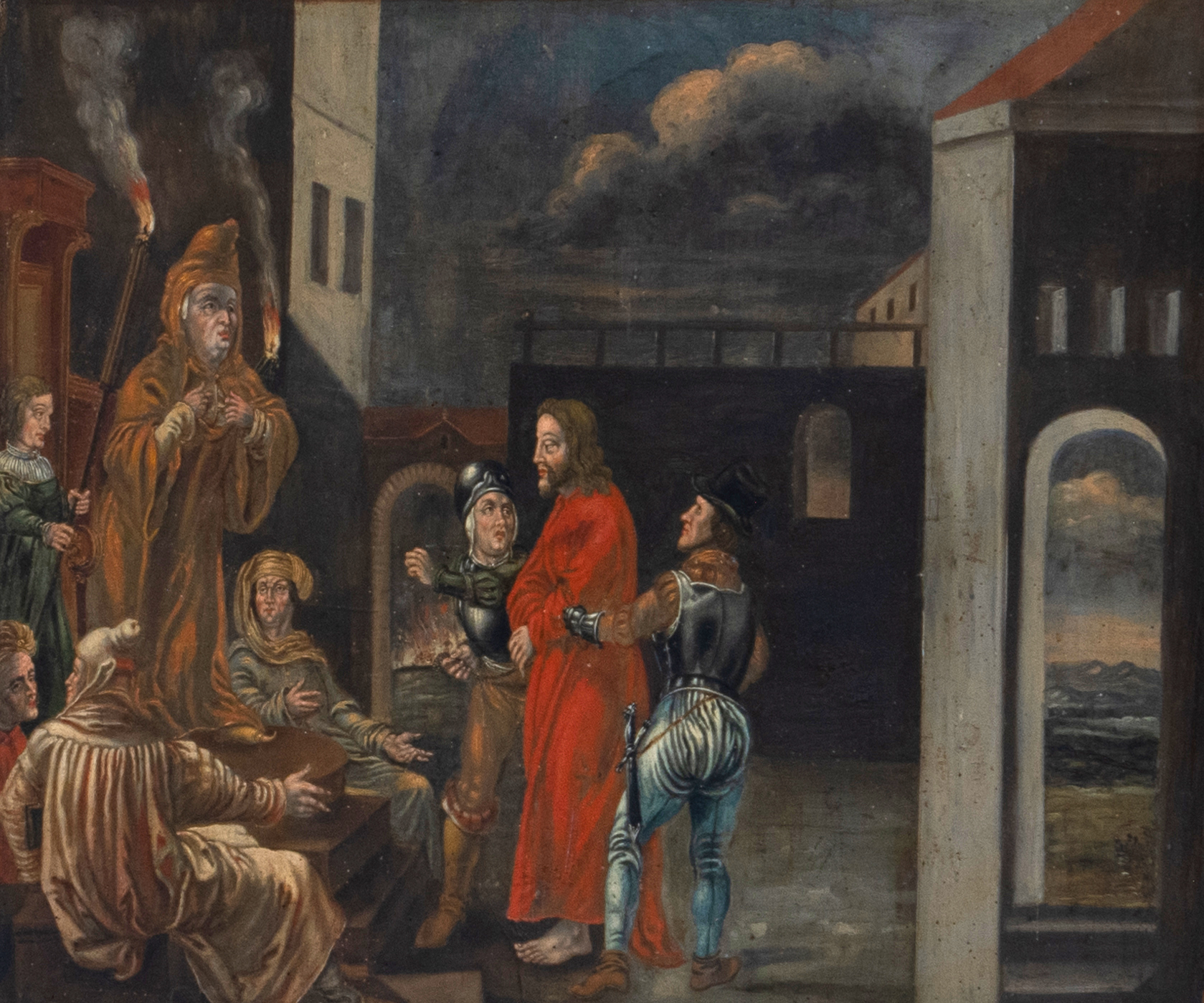
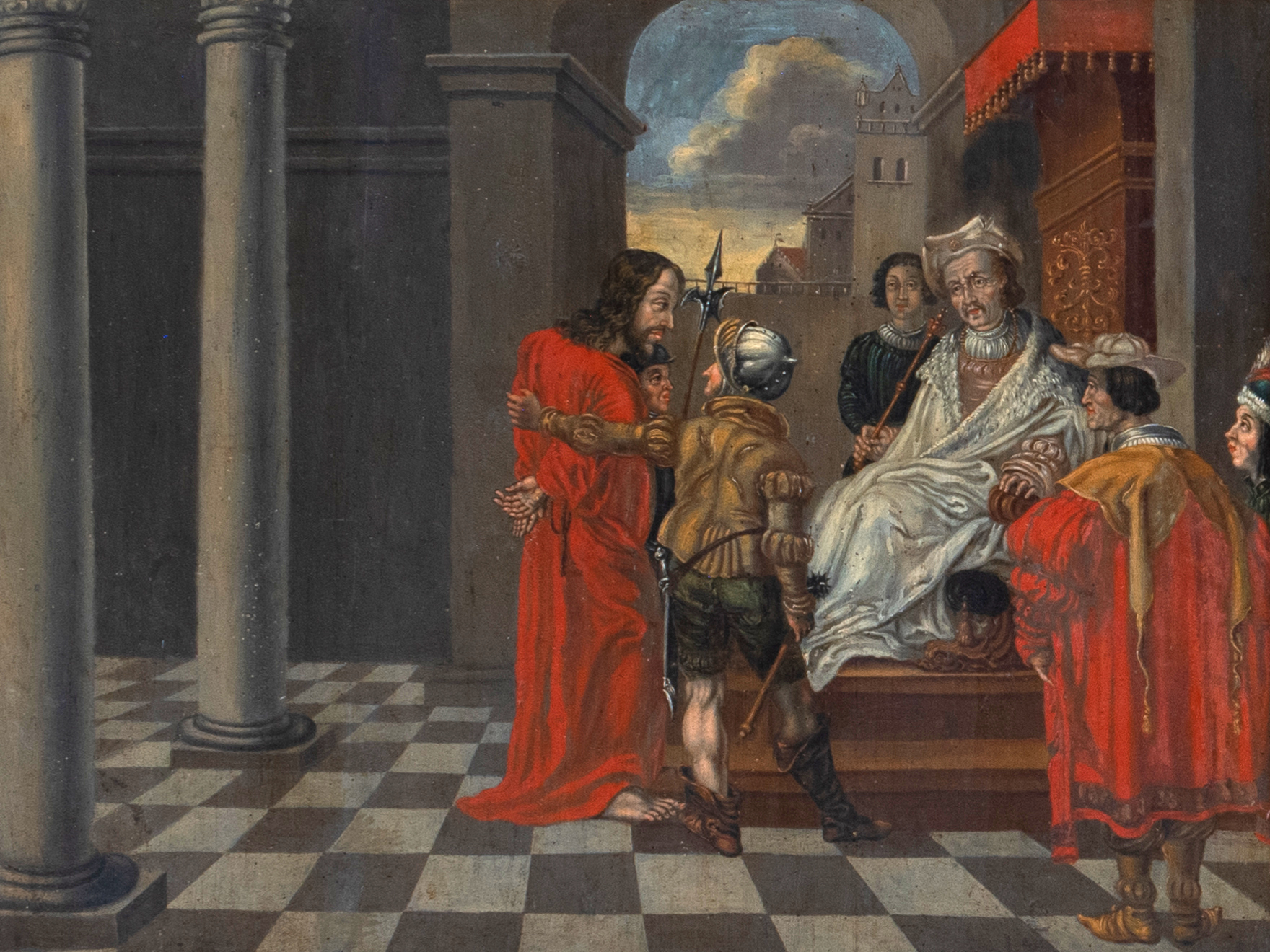
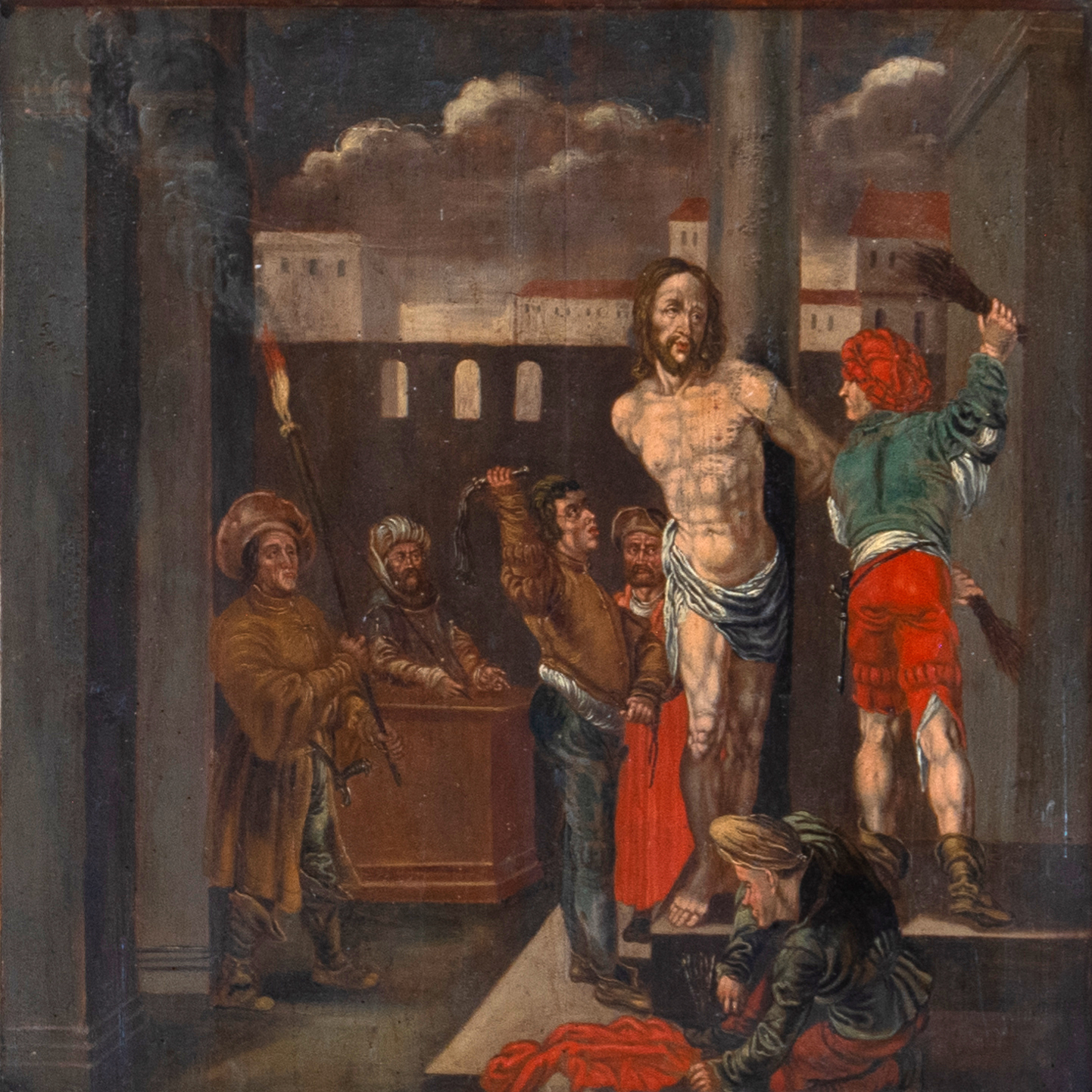
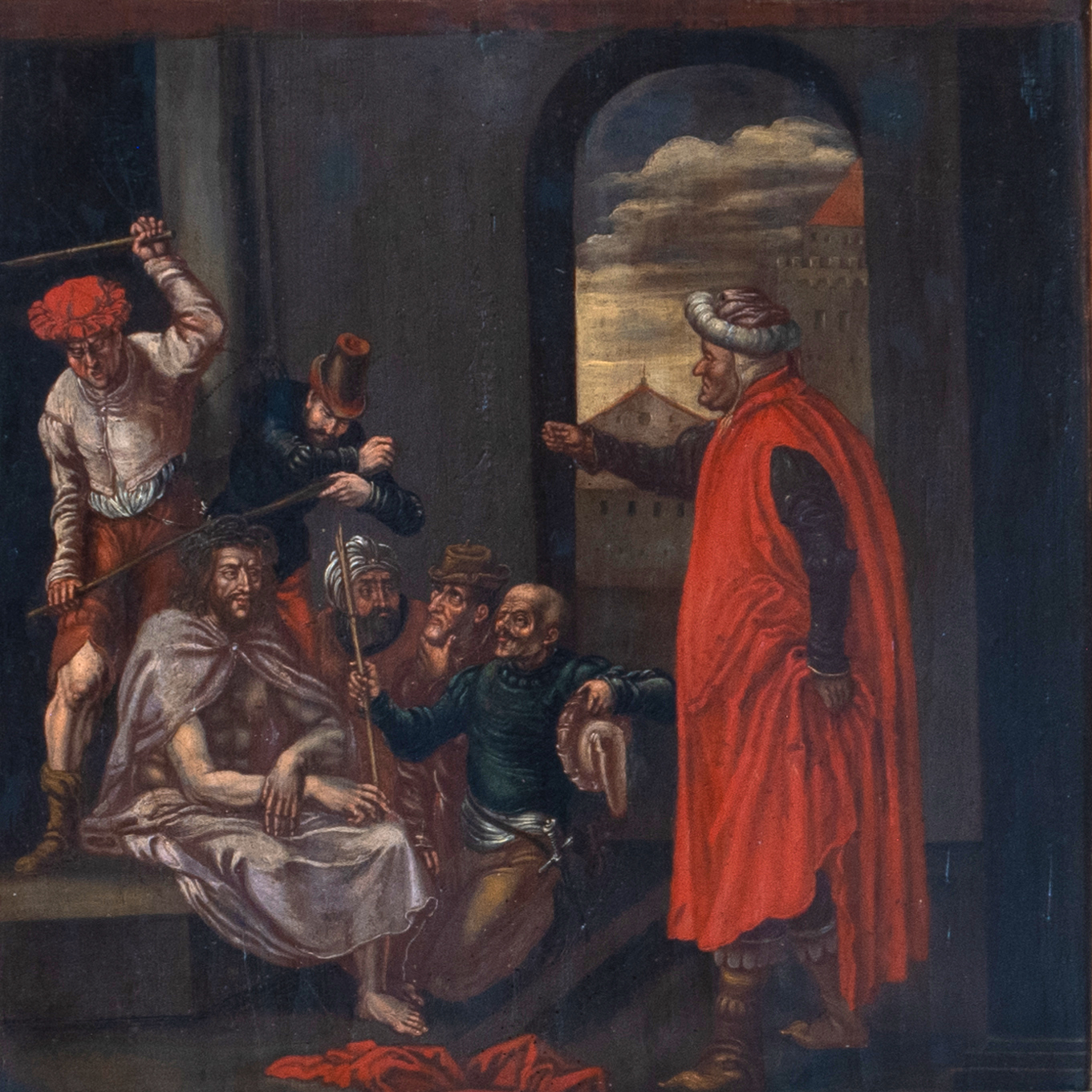
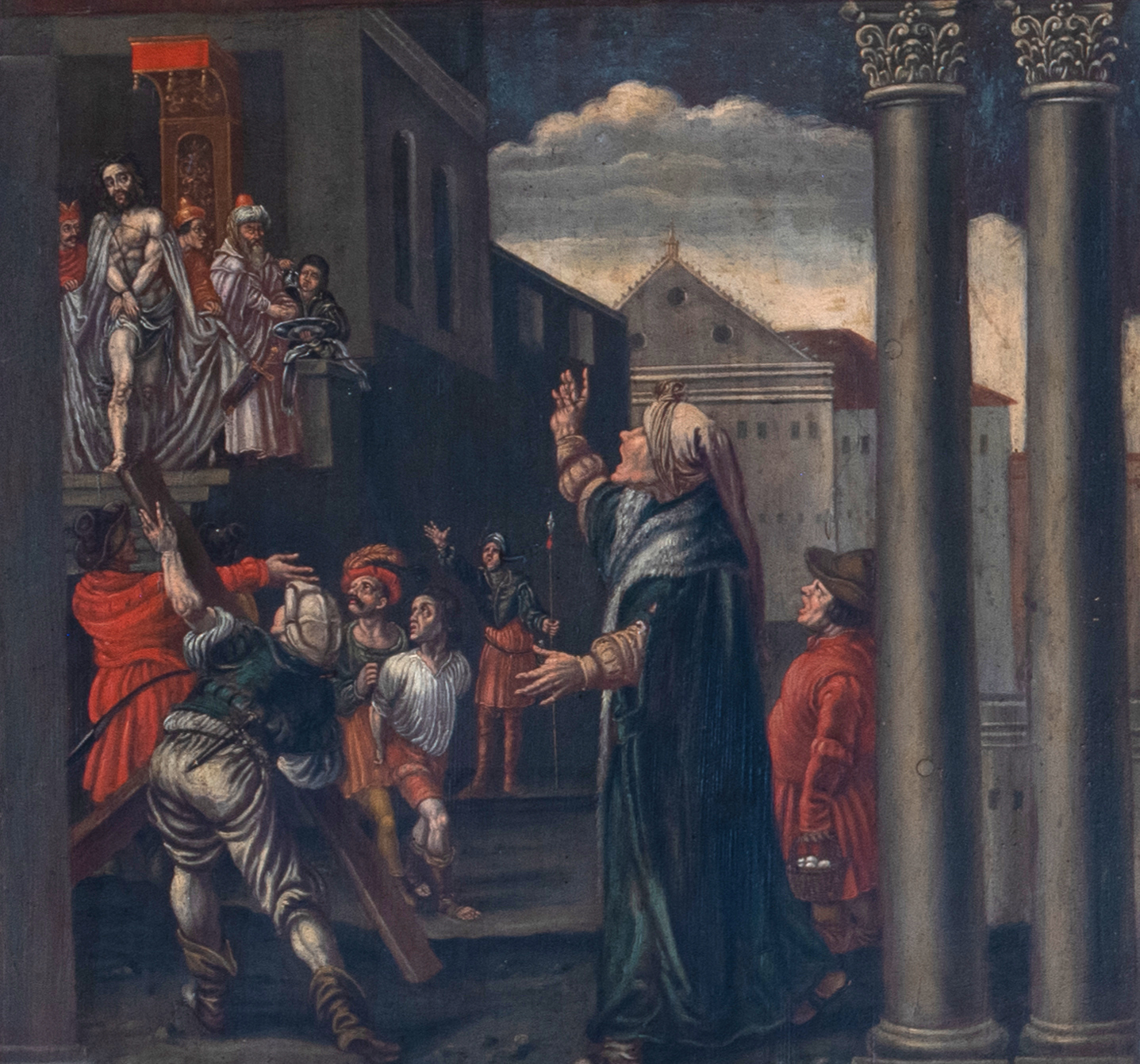
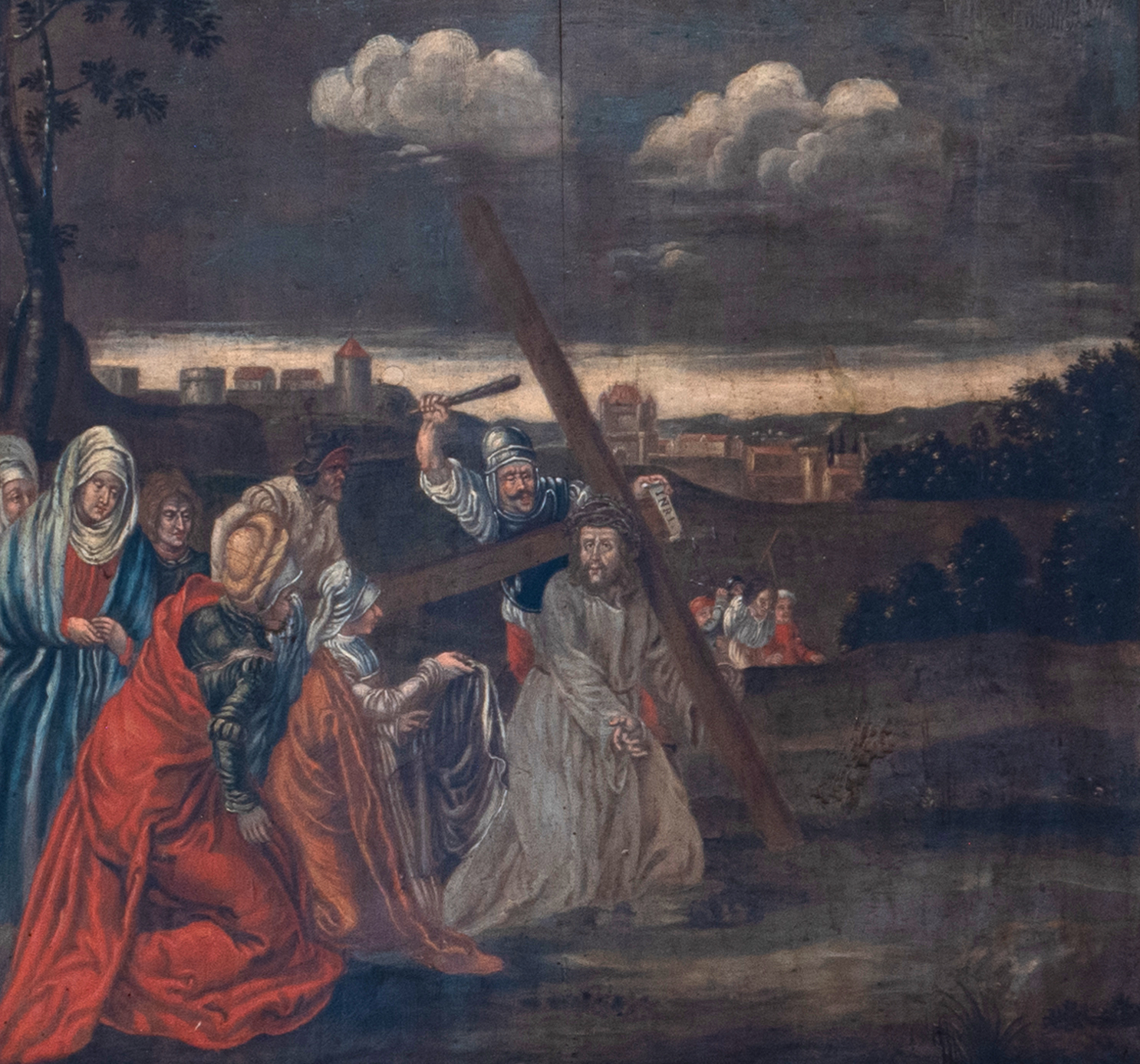
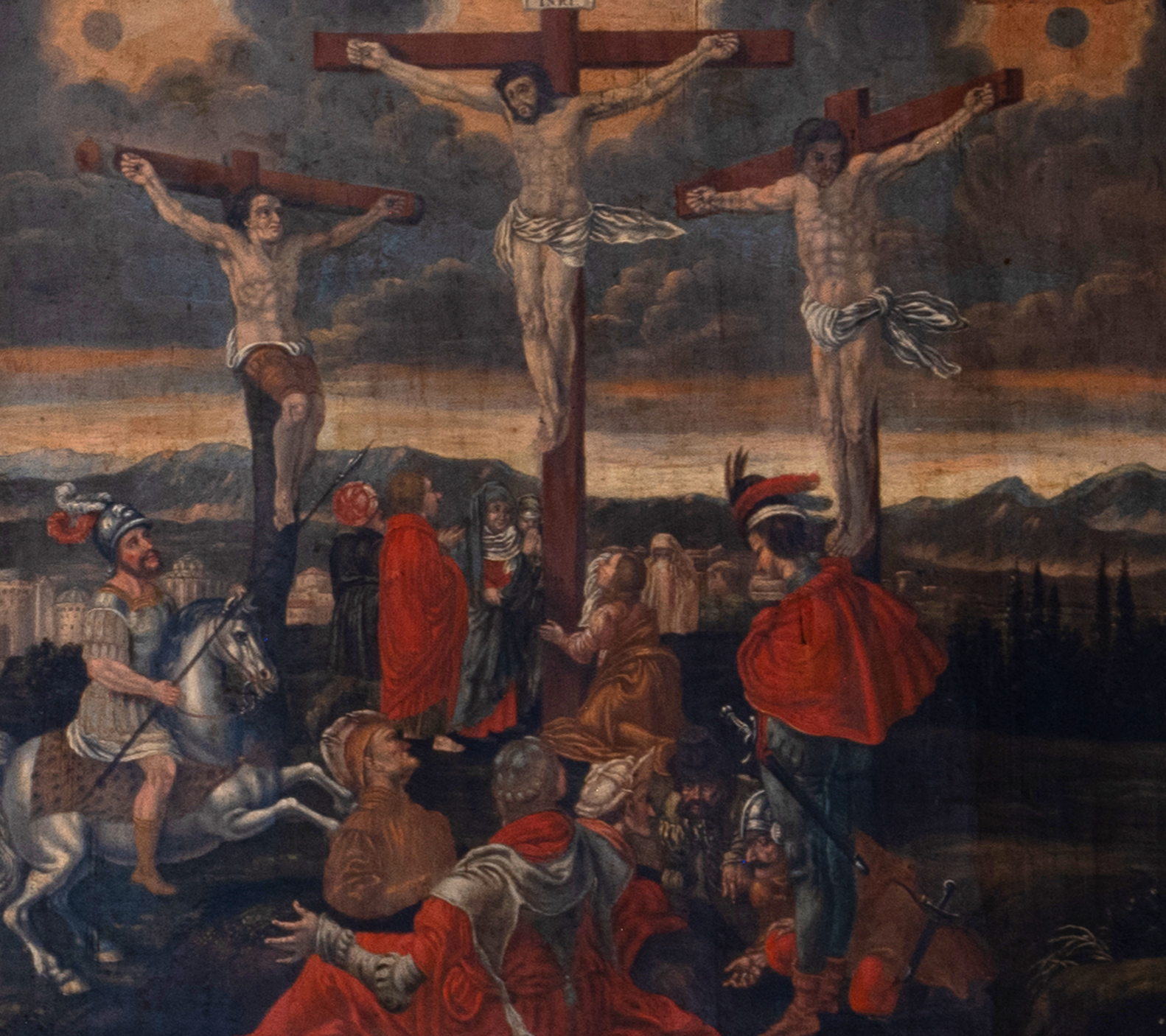
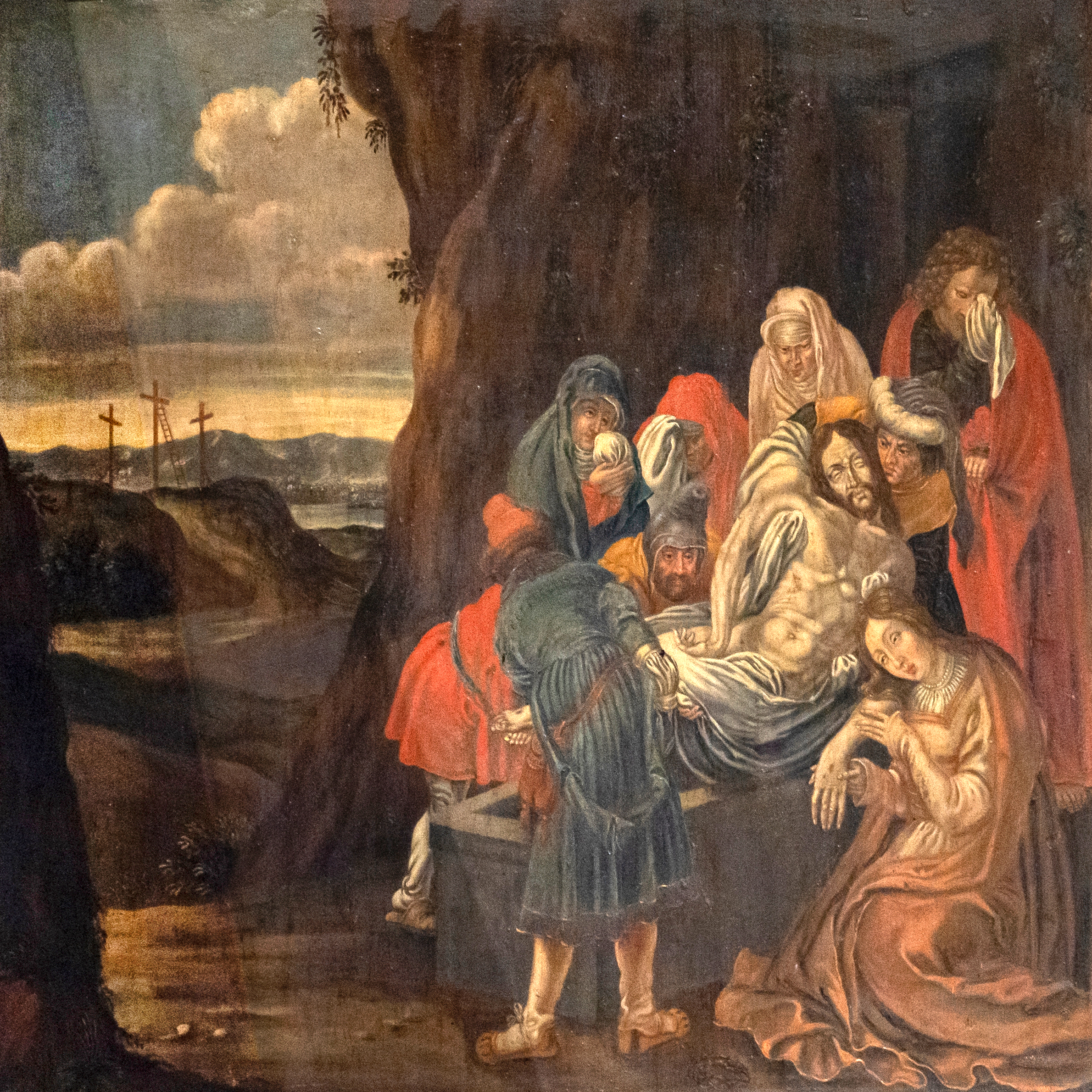
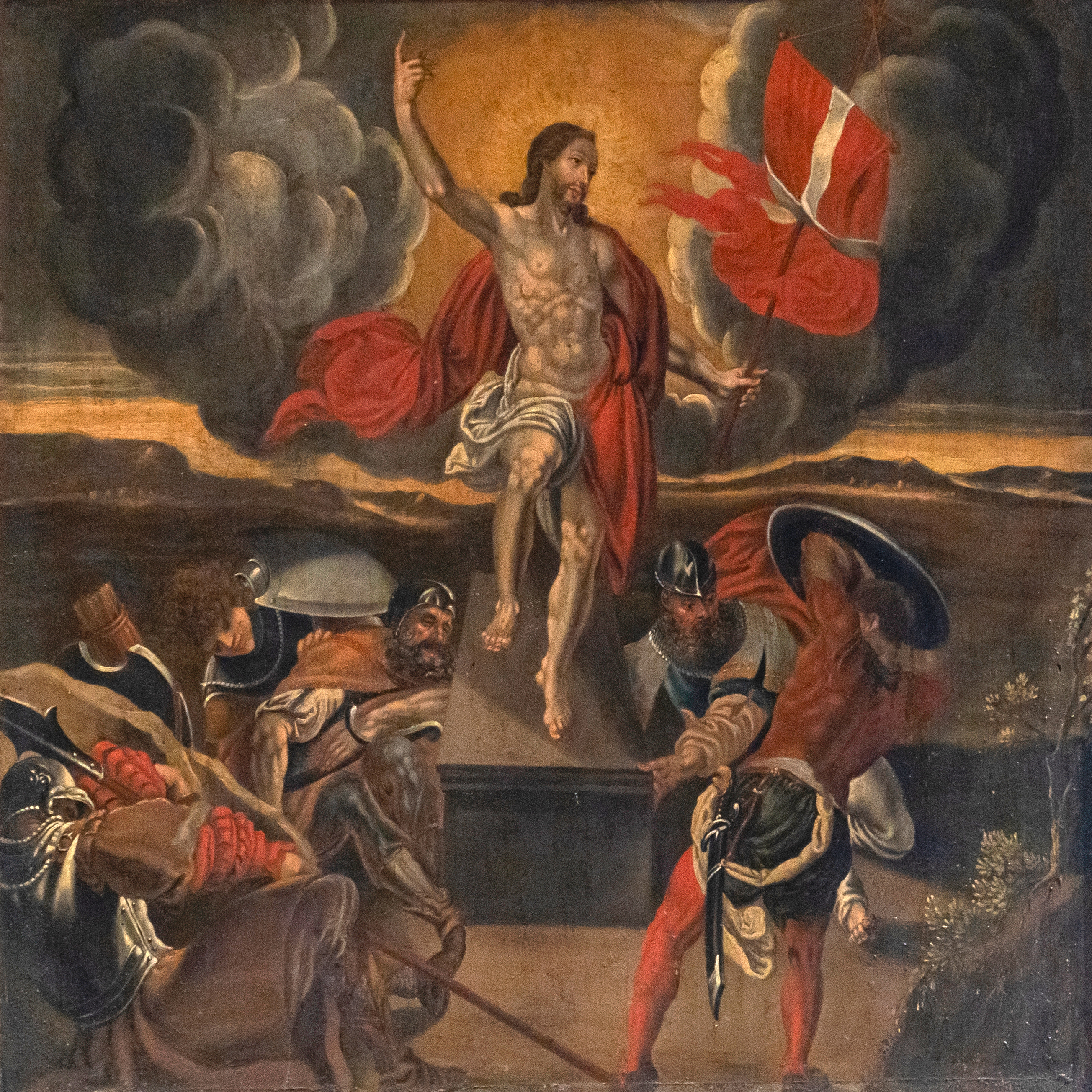

### Buntglasfenster
- Große Chorfenster von Hans Gottfried von Stockhausen: Sehnsucht nach Gerechtigkeit (2000), Geborgenheit in Gott (1999), Geheimnis des Glaubens (2001)
- Kleine Chorfenster von Ada Isensee (2009): Deinen Tod, o Herr, verkünden wir – Deine Auferstehung preisen wir – Bis du kommst in Herrlichkeit
- Drei Glasfenster von Wolf-Dieter Kohler (1966) an der Südseite zu den Themen Taufe – Großes Abendmahl – Barmherziger Samariter
- Glasfenster auf der Empore von Gerhard Dreher: Verkündigung am Grab

### Orgel

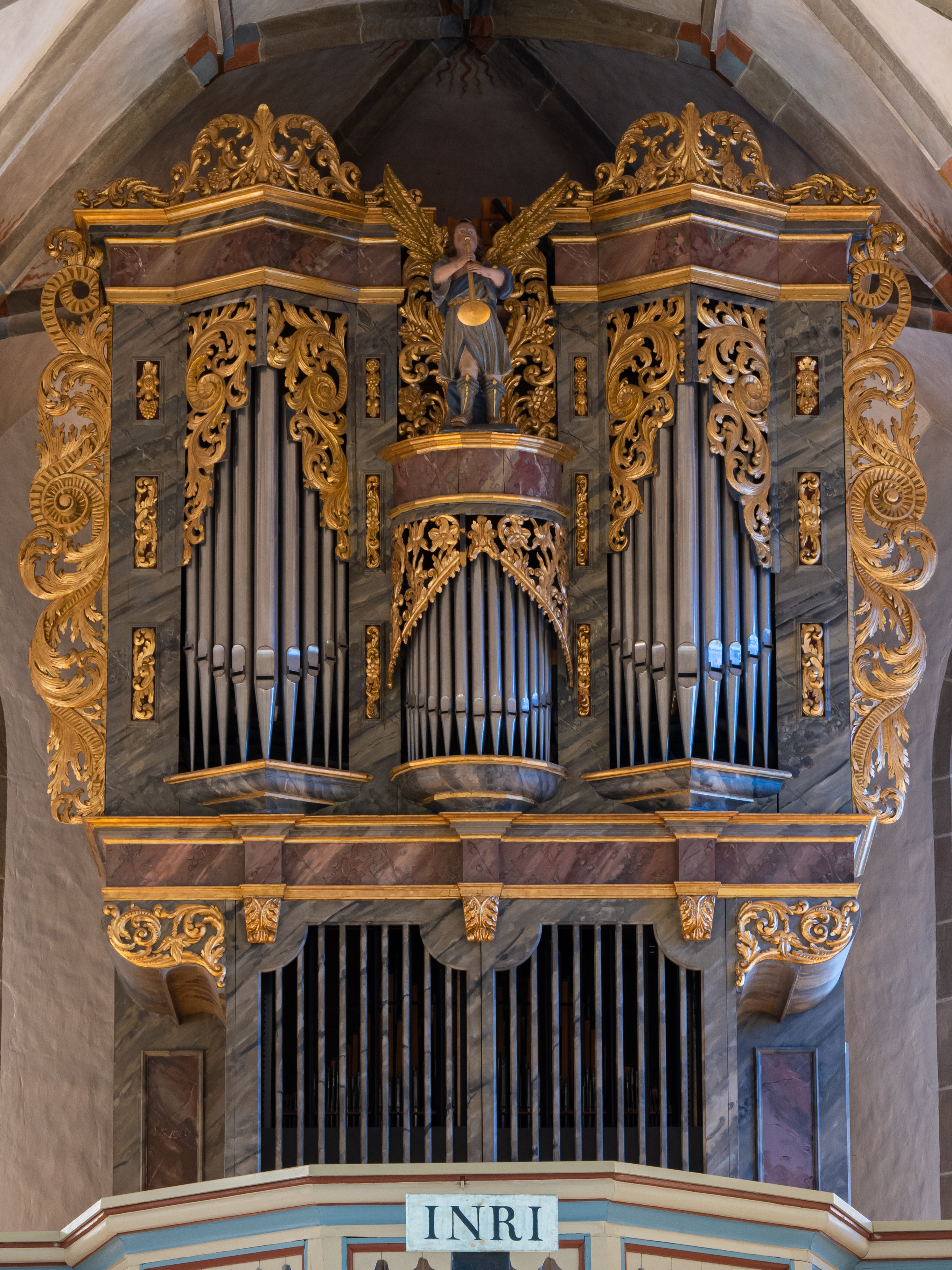
Orgel der Kirche

Hinter dem Orgelprospekt von 1727 befindet sich heute ein Instrument der Fa. Walcker aus dem Jahr 1967.

#### Disposition
| Hauptwerk |                    |        |
| 1.        | Pommer             | 16′    |
| 2.        | Prinzipal          | 08′    |
| 3.        | Gemshorn           | 08′    |
| 4.        | Oktave             | 04′    |
| 5.        | Nachthorn          | 04′    |
| 6.        | Blockflöte         | 02′    |
| 7.        | Rauschpfeife 2fach |        |
| 8.        | Mixtur 4–6fach     | 01 ⁄3′ |
| 9.        | Trompete           | 08′    |
|           | Tremulant          |        |

| Schwellwerk |                    |        |
| 10.         | Singend Gedackt    | 08′    |
| 11.         | Rohrflöte          | 04′    |
| 12.         | Nasat              | 02 ⁄3′ |
| 13.         | Prinzipal          | 02′    |
| 14.         | Sifflöte           | 01′    |
| 15.         | Tertian 2fach      |        |
| 16.         | Scharfzimbel 4fach | 02⁄3’  |
| 17.         | Rohrschalmei       | 16′    |
| 18.         | Krummhorn          | 08′    |
|             | Tremulant          |        |

| Pedal |                  |         |
| 19.   | Subbaß           | 16′     |
| 20.   | Flötenbaß        | 08′     |
| 21.   | Koppelflöte      | 02′     |
| 22.   | Choralbaß 3fach1 | 04′     |
| 23.   | Baßzink 4fach2   | 05 1⁄3’ |
| 24.   | Posaune          | 16′     |
| 25.   | Fagott           | 08′     |

Anmerkungen:

1 4' + 2′ + 1 1⁄3′

2 5 1⁄3′ + 3 1⁄5′ + 2 2⁄3′ + 2 2⁄7′
- Spielhilfen, Koppeln: 2 freie Kombinationen, 1 freie Pedalkombination, Organo Pleno, Pleno Hauptwerk, Pleno Schwellwerk, Pleno Pedal

### Glocken
Aktuell besteht das Geläut aus sechs Glocken.
| Nr. | Name           | Gussjahr | Gießer               | Masse (kg) | Nominal | Inschrift |
| --- | -------------- | -------- | -------------------- | ---------- | ------- | --- |
| 1   | Christusglocke | 2001     | Fa. Rincker, Sinn    | 2685       | h0      | „Meine Zeit steht in deinen Händen“ – „Fürchte dich nicht! Ich bin der Erste und der Letzte und der Lebendige“ – „Alles vergehet, Gott aber stehet …“ (EG 449,8) |
| 2   | Betglocke      | 1960     | Fa. Kurtz, Stuttgart | 1410       | dis1    | |
| 3   | Kreuzglocke    | 1960     | Fa. Kurtz, Stuttgart | 0800       | fis1    | |
| 4   | Angelusglocke  | 1375     |                      | 0650       | gis1    | „Ave Maria, grust seis du Maria vollin Gnaden“ |
| 5   | Zeichenglocke  | 1948     | Fa. Kurtz, Stuttgart | 0392       | ais1    | |
| 6   | Taufglocke     | 1745     | Lindner (Esslingen)  | 0250       | cis2    | |